# Baltasar Albéniz
Baltasar Albéniz Martínez (Eibar, 6 gennaio 1905 – Pamplona, 29 novembre 1978) è stato un allenatore di calcio e calciatore spagnolo, di ruolo difensore.

## Carriera
Giocò nella Primera División con squadre basche tra cui Alavés e Real Sociedad, concludendo con il calcio giocato nel 1935 all'Arenas Getxo, del quale divenne l'allenatore l'anno successivo.
Dopo la Guerra Civile Spagnola, si sedette sulla panchina del Celta Vigo, dove restò per tre campionati, culminati con una retrocessione.
Passò quindi all'Espanyol da cui, dopo due anni, si trasferì al Real Madrid. Un solo campionato e passò all'Alavés, per ritornare alle Merengues di Madrid nella stagione 1950-1951.
Seguirono esperienze con il Las Palmas e con le squadre basche dell'Osasuna, Athletic Bilbao, Real Sociedad ed Indautxu.

## Palmarès

### Competizioni nazionali
- Coppa di Spagna: 2

Real Madrid: 1947
Atletic Bilbao: 1958
- Coppa Eva Duarte: 1

Real Madrid: 1947